# Couvent Santa Lucia Vergine al Monte
Le couvent Santa Lucia Vergine al Monte est un ancien couvent franciscain important de Naples donnant sur le corso Vittorio Emanuele, dans le cœur de la cité protégé par l'UNESCO. Son style dominant est baroque avec des traces d'architecture Renaissance, ce qui en fait un ensemble original. L'église quant à elle est refaite dans le style néo-gothique. L'église est riche de sculptures et de tableaux. Les franciscains toujours propriétaires des murs du couvent l'ont affecté à une société hôtelière et à une faculté universitaire.
C'est dans ce couvent que fut formé et que mourut saint Jean-Joseph de la Croix (1654-1734).

## Histoire

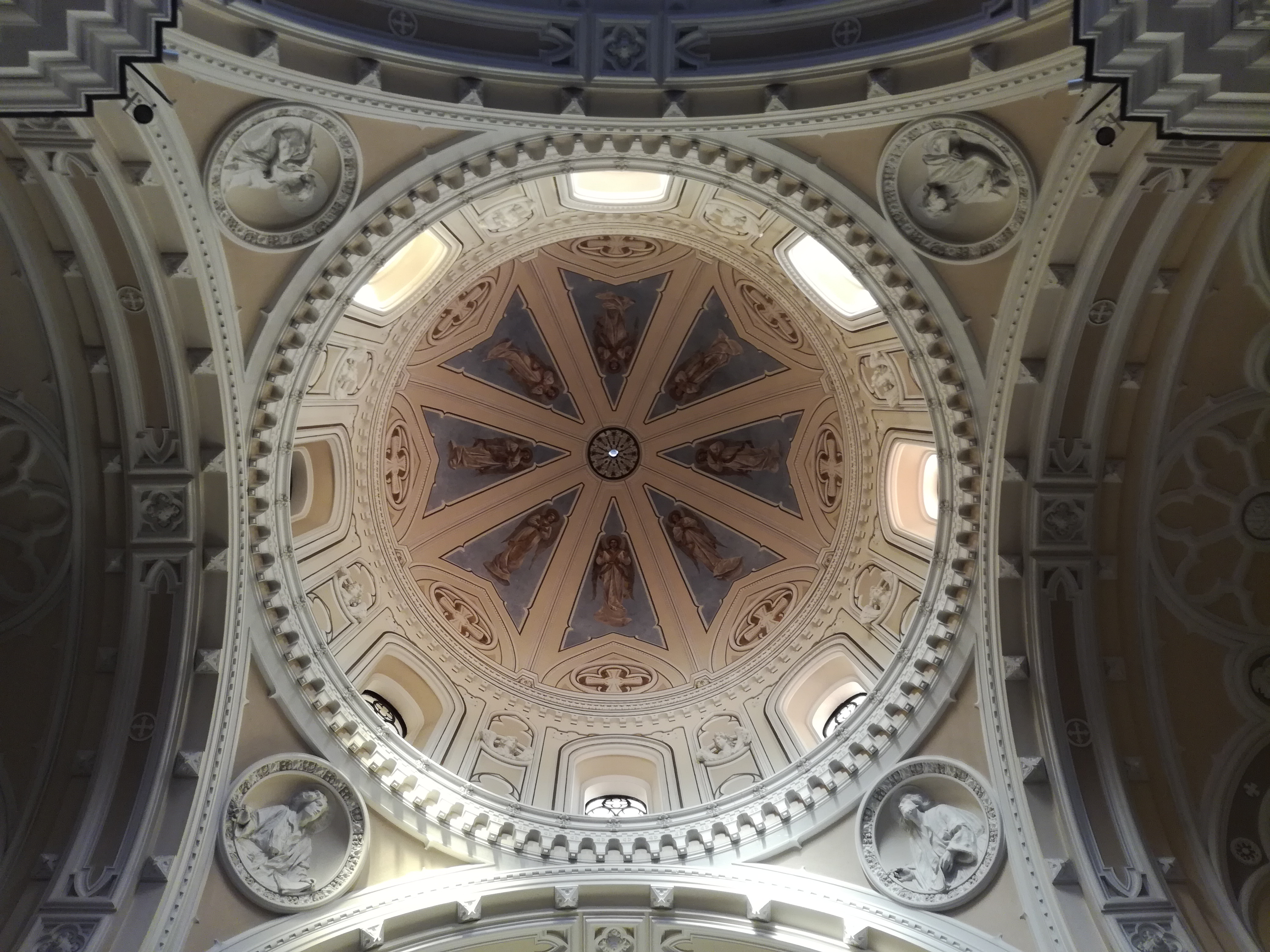
L'intérieur de la coupole.

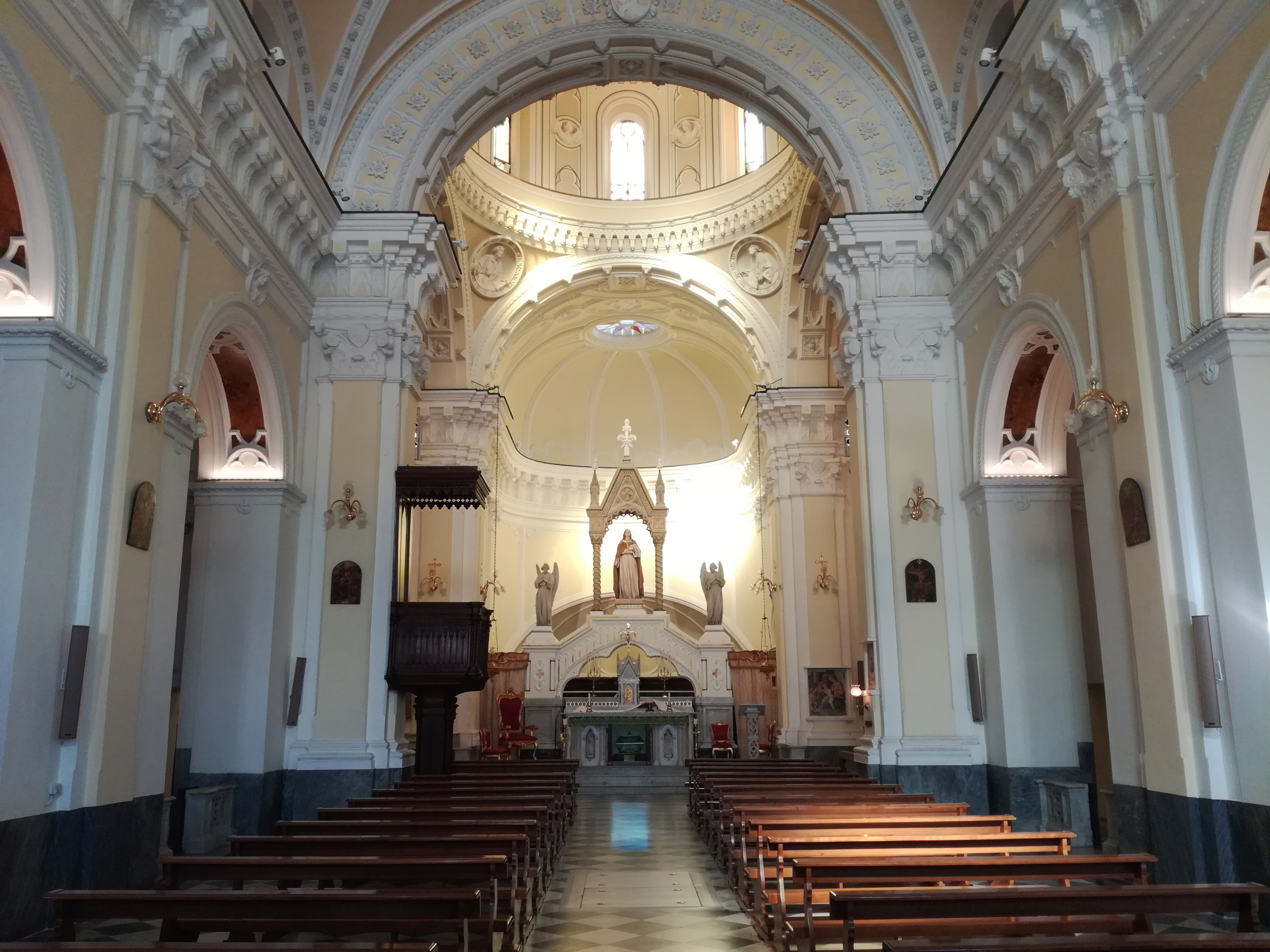
Intérieur de l'église.

Dans la première moitié du XVIe siècle, le frère franciscain conventuel, Augustin de Miglionaco, bâtit une petite chapelle qui est transformée en église conventuelle par le frère Jérôme de San Agata et consacrée à sainte Lucie, Vierge et Martyre.
En 1560, le groupe de franciscains s'élève à une dizaine de membres. Le couvent, édifié à mi-pente de la colline de San Martino, se trouve alors dans un lieu isolé, appelé « la Montagne », sur un terrain relativement étroit. En 1587, le pape Pie IV réunit les frères mineurs déchaux (originaires d'Espagne) aux autres frères mineurs: cela provoque un afflux de vocations au couvent qui s'agrandit au fil des années. En 1610, le gardien, supérieur du couvent, et provincial, fait l'acquisition d'un terrain pour la construction d'un noviciat. En 1619, François de Mauro achète une maison avec un jardin et une grotte en sous-sol qui, sous la direction de Christophe d'Aversa, devient l'infirmerie du couvent. Pendant la révolte de Masaniello de 1647, le peuple se saisit de l'église pour cibler avec quatre canons les troupes royales enfermées au Castel Nuovo. Le couvent passe aux franciscains alcantarains (dits aussi franciscains déchaux alcantarains) en 1668. Le 4 mai 1669, douze franciscains espagnols issus de la province de Grenade, et dirigés par la Père Michel Zebrian, prennent possession du couvent Sainte-Lucie-du-Mont. Le couvent est remanié et agrandi.
L'avènement des Habsbourgs dans le royaume de Naples provoque le retour en 1722 des franciscains italiens et le couvent reprend son rôle de maison-mère de la province alcantaraine napolitaine en étant le siège du ministre provincial. En 1799, pendant la révolution parthénopéenne et l'occupation française qui s'ensuit, le couvent affronte les canonnades des troupes françaises sur le Castel Sant'Elmo. La restauration des Bourbons fait revenir le calme et la sérénité au couvent.
le 28 mai 1856, Ferdinand II des Deux-Siciles inaugure le tracé du nouveau Corso Maria Teresa (cours Marie-Thérèse), devenu cours Vittorio Emanuele (cours Victor-Emmanuel) après l'unité italienne qui se termine alors juste devant le couvent. Il connaît à cette occasion un instant de gloire lorsque la famille royale s'y arrête pour recevoir la bénédiction du Saint-Sacrement dans l'église.
Le 31 décembre 1866, par la loi n° 3036 du 7 juillet 1866, le couvent où demeurait cent-vingt-sept personnes est fermé et ses franciscains expulsés. Seuls sept franciscains ont le droit de rester pour desservir l'église. Le couvent est partagé en 1868 entre la commune de Naples et la province franciscaine. La commune de Naples affecte le couvent à la Garde municipale, tandis que l'église conventuelle et des petits locaux sont affectés à la province franciscaine. Des travaux de rénovation ont lieu à l'église en 1880.
Le Père Ludovico Palmentieri de Casoria parvient en 1894 grâce à des donations à racheter à la province et à la commune de Naples la quasi-totalité de l'ensemble du couvent. Par la suite, le ministre de la province alcantaraine napolitaine, le Père Giulio Saracino de Jésus-et-Marie,  rachète le reste à la condition que l'administrateur provincial puisse louer pendant quinze ans les locaux vendus. Cependant, la caserne des carabiniers qui occupait l'actuelle porterie et le premier étage demeure en place jusqu'en 1930. Le couvent est entièrement réuni. Divers travaux d'aménagement sont effectués alors comme au mur de soutènement et pour renforcer le côté s'appuyant sur la colline dans l'ancienne infirmerie. 
Entre 1902 et 1903, l'église est remaniée, perdant son caractère authentiquement franciscain des débuts.
En 1909, date de la mort du Père Giulio Saracino, la propriété formelle passe au Père Filomeno Barone, puis au Père Damaso Guglielmi, qui en est encore propriétaire en 1921. Le couvent passe entièrement à l'usage des frères, lorsque les carabiniers quittent la porterie en 1930. À l'occasion du centenaire de la canonisation de Jean-Joseph de la Croix (1654-1734), en 1940, la façade actuelle en pierre de taille est réalisée avec le Sanctuaire des Serviteurs de Dieu.
Le 15 décembre 1957, le Père Anselmo Chiacchio, inaugure le nouveau séminaire franciscain réalisé par l'ingénieur Moselli. Il est fermé en 1969, à cause du manque soudain de vocations et devient une école d'État.

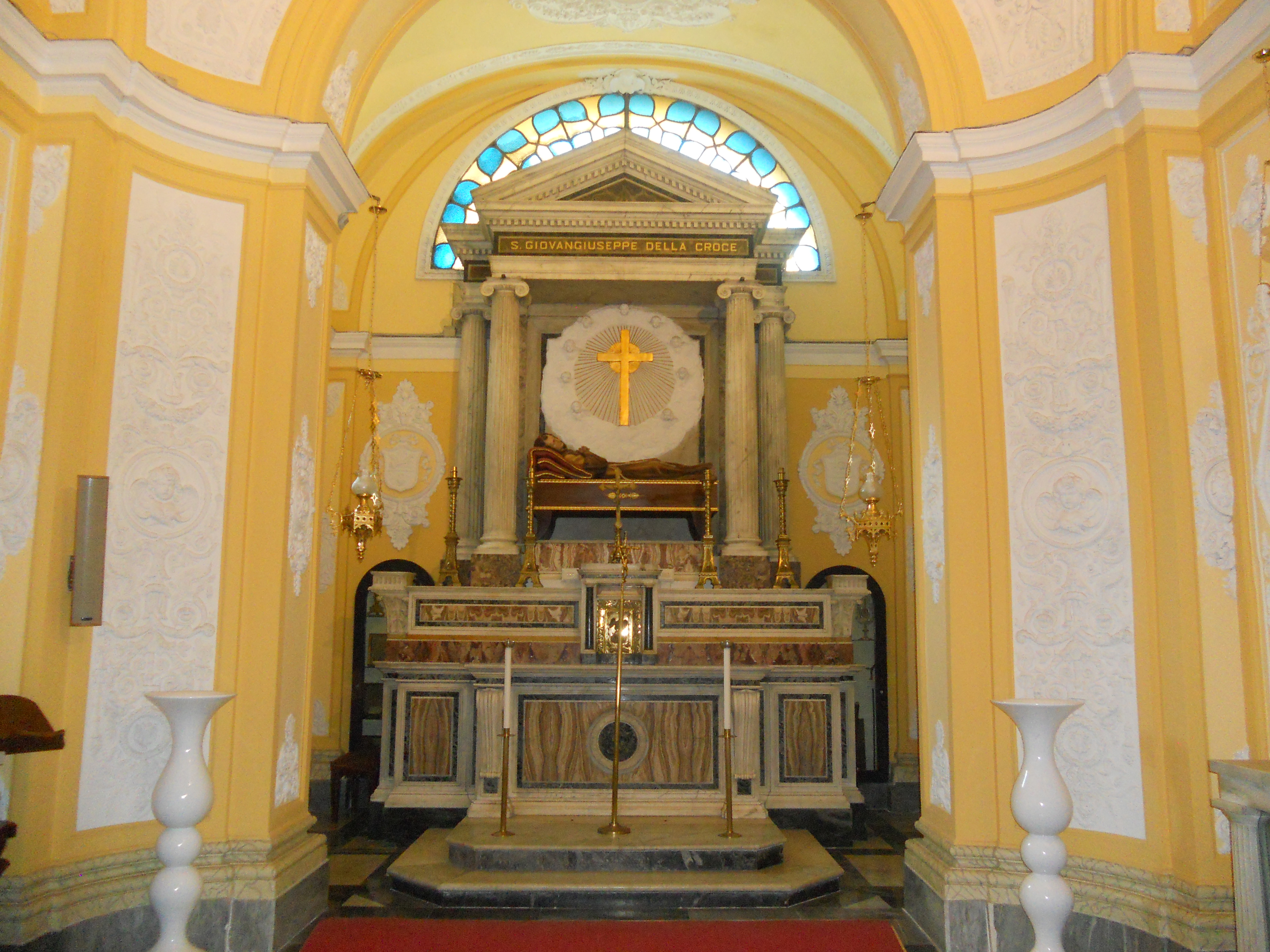
Chapelle consacrée à saint Jean-Joseph de la Croix.

À l'occasion de l'année jubilaire de l'an 2000, les frères mineurs, actuels propriétaires de l'ancien couvent, le transforment en structure de réception. L'année suivante, l'aile gauche de l'ancien couvent Sainte-Lucie-du-Mont est entièrement restaurée pour devenir une structure hôtelière. L'aile droite de l'ancien couvent est louée à la fin des années 1980 au galériste Lucio Amelio avec l'idée d'en faire un musée d'art contemporain. En 2002, cette partie devient le siège de la faculté de droit et de jurisprudence de l'Université Sœur-Ursule-Benincasa.

## Source de la traduction
- (it) Cet article est partiellement ou en totalité issu de l’article de Wikipédia en italien intitulé « Complesso di Santa Lucia Vergine al Monte » (voir la liste des auteurs).